# Élections municipales de 2014 en Moselle
Les élections municipales se sont déroulées les 23 et 30 mars 2014 en Moselle.
Cette page présente les résultats de ces élections dans les communes de plus de 3 000 habitants de la Moselle.

## Maires sortants et maires élus
La gauche recule en cédant Florange, Hettange-Grande, Maizières-lès-Metz, Marange-Silvange, Mondelange et Thionville. Elle l'emporte toutefois à Amnéville et se maintient à Metz. Gagnante à Spicheren, la droite progresse dans le département en dépit de quelques surprises à Bouzonville, Clouange, Longeville-lès-Saint-Avold et Moulins-lès-Metz face à des candidats sans étiquette. L'UDI conserve Bitche, Montigny-lès-Metz, Phalsbourg, Saint-Avold, Terville et Yutz. Le Front National remporte Hayange face au maire socialiste sortant.
| Commune                    | Population | Maire sortant               | Parti | Parti    | Maire élu                   | Parti | Parti    |
| -------------------------- | ---------- | --------------------------- | ----- | -------- | --------------------------- | ----- | -------- |
| Algrange                   | 6 464      | Patrick Peron               |       | PCF      | Patrick Peron               |       | PCF      |
| Amnéville                  | 10 090     | Doris Belloni               |       | DVD      | Eric Munier                 |       | DVG      |
| Ars-sur-Moselle            | 4 799      | Bruno Valdevit              |       | PS       | Bruno Valdevit              |       | PS       |
| Audun-le-Tiche             | 6 340      | Lucien Piovano              |       | PS       | Lucien Piovano              |       | PS       |
| Behren-lès-Forbach         | 7 847      | Jérôme Dibo                 |       | DVD      | Dominique Ferrau            |       | DVD      |
| Bitche                     | 5 326      | Gérard Humbert              |       | UDI      | Gérard Humbert              |       | UDI      |
| Boulay-Moselle             | 5 223      | André Boucher               |       | DVD      | André Boucher               |       | DVD      |
| Bouzonville                | 4 077      | Gilbert Philipp             |       | DVD      | Denis Paysant               |       | SE       |
| Carling                    | 3 581      | Gaston Adier                |       | DVD      | Gaston Adier                |       | DVD      |
| Clouange                   | 3 871      | Claude Diedrich             |       | DVD      | Stéphane Boltz              |       | SE       |
| Cocheren                   | 3 513      | Jean-Bernard Martin         |       | PS       | Jean-Bernard Martin         |       | PS       |
| Courcelles-Chaussy         | 3 049      | Jean-Marie Gori             |       | DVD      | Jean-Marie Gori             |       | DVD      |
| Créhange                   | 4 005      | François Lavergne           |       | UMP      | François Lavergne           |       | UMP      |
| Creutzwald                 | 13 540     | Jean-Luc Wozniak            |       | DVD      | Jean-Luc Wozniak            |       | DVD      |
| Dieuze                     | 3 614      | Fernand Lormant             |       | UMP      | Fernand Lormant             |       | UMP      |
| Fameck                     | 13 082     | Michel Liebgott             |       | PS       | Michel Liebgott             |       | PS       |
| Farébersviller             | 5 644      | Laurent Kleinhentz          |       | PS       | Laurent Kleinhentz          |       | PS       |
| Faulquemont                | 5 492      | Bruno Bianchin              |       | DVD      | Bruno Bianchin              |       | DVD      |
| Florange                   | 11 472     | Philippe Tarillon           |       | PS       | Michel Decker               |       | UMP      |
| Folschviller               | 4 190      | Claude Staub                |       | DVD      | Gabriel Muller              |       | DVD      |
| Fontoy                     | 3 067      | Henri Boguet                |       | SE       | Henri Boguet                |       | SE       |
| Forbach                    | 21 561     | Laurent Kalinowski          |       | PS       | Laurent Kalinowski          |       | PS       |
| Freyming-Merlebach         | 13 086     | Pierre Lang                 |       | UMP      | Pierre Lang                 |       | UMP      |
| Grosbliederstroff          | 3 311      | Joël Niederlaender          |       | DVG      | Joël Niederlaender          |       | DVG      |
| Guénange                   | 7 092      | Jean-Pierre La Vaullée      |       | PS       | Jean-Pierre La Vaullée      |       | PS       |
| Hagondange                 | 9 384      | Jean-Claude Mahler          |       | DVD      | Jean-Claude Mahler          |       | DVD      |
| Hayange                    | 15 730     | Philippe David              |       | PS       | Fabien Engelmann            |       | FN       |
| Hettange-Grande            | 7 528      | André Hentz                 |       | PS       | Roland Balcerzak            |       | UMP      |
| Hombourg-Haut              | 7 250      | Jacques Furlan              |       | DVD      | Laurent Muller              |       | DVD      |
| Knutange                   | 3 247      | Fabrice Cerbai              |       | App. PCF | Fabrice Cerbai              |       | App. PCF |
| L'Hôpital                  | 5 427      | Gilbert Weber               |       | DVG      | Gilbert Weber               |       | DVG      |
| Le Ban-Saint-Martin        | 4 257      | Henri Hasser                |       | DVD      | Henri Hasser                |       | DVD      |
| Longeville-lès-Metz        | 3 798      | Alain Chapelain             |       | DVD      | Alain Chapelain             |       | DVD      |
| Longeville-lès-Saint-Avold | 3 784      | Robert Webert               |       | DVD      | Suzanne Thielen-kalis       |       | SE       |
| Maizières-lès-Metz         | 10 774     | Gérard Terrier              |       | PS       | Julien Freyburger           |       | DVD      |
| Marange-Silvange           | 5 815      | Erwin Brum                  |       | PRG      | Yves Muller                 |       | SE       |
| Marly                      | 9 797      | Thierry Hory                |       | UMP      | Thierry Hory                |       | UMP      |
| Metz                       | 119 962    | Dominique Gros              |       | PS       | Dominique Gros              |       | PS       |
| Mondelange                 | 6 058      | Gilbert Schmitt             |       | PS       | Rémy Sadocco                |       | DVD      |
| Montigny-lès-Metz          | 22 358     | Jean-Luc Bohl               |       | UDI      | Jean-Luc Bohl               |       | UDI      |
| Morhange                   | 3 667      | Jacques Idoux               |       | DVD      | Jacques Idoux               |       | DVD      |
| Moulins-lès-Metz           | 5 105      | Jean-Claude Théobald        |       | DVD      | Jean Bouchez                |       | SE       |
| Moyeuvre-Grande            | 7 969      | René Drouin                 |       | PS       | René Drouin                 |       | PS       |
| Nilvange                   | 4 913      | René Gori                   |       | PS       | Moreno Brizzi               |       | DVG      |
| Petite-Rosselle            | 6 567      | Gérard Mittelberger         |       | DVG      | Gérard Mittelberger         |       | DVG      |
| Phalsbourg                 | 4 828      | Dany Kocher                 |       | UDI      | Dany Kocher                 |       | UDI      |
| Puttelange-aux-Lacs        | 3 129      | Claude Decker               |       | DVD      | Claude Decker               |       | DVD      |
| Rombas                     | 9 929      | Lionel Fournier             |       | PS       | Lionel Fournier             |       | PS       |
| Saint-Avold                | 16 278     | André Wojciechowski         |       | UDI      | André Wojciechowski         |       | UDI      |
| Sainte-Marie-aux-Chênes    | 3 894      | Marcel Klammers             |       | PS       | Roger Watrin                |       | DVG      |
| Sarralbe                   | 4 547      | Pierre-Jean Didiot          |       | DVG      | Pierre-Jean Didiot          |       | DVG      |
| Sarrebourg                 | 12 398     | Alain Marty                 |       | UMP      | Alain Marty                 |       | UMP      |
| Sarreguemines              | 21 604     | Céleste Lett                |       | UMP      | Céleste Lett                |       | UMP      |
| Serémange-Erzange          | 4 203      | Michèle Wax                 |       | PS       | Serge Jurczak               |       | PCF      |
| Spicheren                  | 3 207      | Jean Jung                   |       | SE       | Jean-Charles Giovanelli     |       | DVD      |
| Stiring-Wendel             | 12 438     | Jean-Claude Holtz           |       | DVD      | Jean-Claude Holtz           |       | DVD      |
| Talange                    | 7 508      | Patrick Abate               |       | PCF      | Patrick Abate               |       | PCF      |
| Terville                   | 6 493      | Patrick Luxembourger        |       | UDI      | Patrick Luxembourger        |       | UDI      |
| Thionville                 | 40 951     | Bertrand Mertz              |       | PS       | Anne Grommerch              |       | UMP      |
| Uckange                    | 6 688      | Gérard Léonardi             |       | PS       | Gérard Léonardi             |       | PS       |
| Valmont                    | 3 308      | Dominique Steichen          |       | DVD      | Dominique Steichen          |       | DVD      |
| Woippy                     | 13 079     | François Grosdidier         |       | UMP      | François Grosdidier         |       | UMP      |
| Woustviller                | 3 260      | Sonya Cristinelli-Fraiboeuf |       | DVD      | Sonya Cristinelli-Fraiboeuf |       | DVD      |
| Yutz                       | 15 885     | Philippe Slendzak           |       | UDI      | Philippe Slendzak           |       | UDI      |

## Résultats dans les communes de plus de3 000 habitants

### Algrange
- Maire sortant : Patrick Peron (PCF)
- 29 sièges à pourvoir au conseil municipal (population légale 2011 : 6 464 habitants)
- 5 sièges à pourvoir au conseil communautaire (CA du Val de Fensch)

|                          | Patrick Peron *   | PS-PCF-EELV    | 1 517 | 64,33  | 24 | 5 |  |  |
|                          | Jacky Kaufman     | SE             | 505   | 21,41  | 3  |   |  |  |
|                          | Jean-Marc Thielen | DVD            | 336   | 14,24  | 2  |   |  |  |
|                          |                   |                |       |        |    |   |  |  |
| Inscrits                 | Inscrits          | Inscrits       | 4 468 | 100,00 |    |   |  |  |
| Abstentions              | Abstentions       | Abstentions    | 2 021 | 45,23  |    |   |  |  |
| Votants                  | Votants           | Votants        | 2 447 | 54,77  |    |   |  |  |
| Blancs et nuls           | Blancs et nuls    | Blancs et nuls | 89    | 3,64   |    |   |  |  |
| Exprimés                 | Exprimés          | Exprimés       | 2 358 | 96,36  |    |   |  |  |
| * Liste du maire sortant |                   |                |       |        |    |   |  |  |

### Amnéville
- Maire sortant : Doris Belloni (DVD)
- 33 sièges à pourvoir au conseil municipal (population légale 2011 : 10 090 habitants)
- 8 sièges à pourvoir au conseil communautaire (CC du Pays Orne-Moselle)

| Tête de liste            | Tête de liste     | Liste          | Premier tour | Premier tour | Second tour | Second tour | Sièges | Sièges |
| Tête de liste            | Tête de liste     | Liste          | Voix         | %            | Voix        | %           | CM     | CC     |
| ------------------------ | ----------------- | -------------- | ------------ | ------------ | ----------- | ----------- | ------ | ------ |
|                          | Éric Munier       | DVD            | 1 138        | 20,66        | 2 751       | 48,85       | 25     | 6      |
|                          | Doris Belloni *   | DVD            | 1 076        | 19,53        | 1 549       | 27,50       | 4      | 1      |
|                          | Xavier Dieudonne  | DVD            | 843          | 15,30        | 1 331       | 23,63       | 4      | 1      |
|                          | Bertrand Patrzek  | UMP-UDI        | 571          | 10,36        |             |             |        |        |
|                          | Fernand Renier    | DVG            | 546          | 9,91         |             |             |        |        |
|                          | Horst Bruxmeier   | DVD            | 484          | 8,78         |             |             |        |        |
|                          | Jean-Claude Roets | DVD            | 342          | 6,20         |             |             |        |        |
|                          | Ernest Varnier    | DVG            | 192          | 3,48         |             |             |        |        |
|                          | Daniel Muller     | DVD            | 183          | 3,32         |             |             |        |        |
|                          | Jean-Marc Baggio  | SE             | 133          | 2,41         |             |             |        |        |
|                          |                   |                |              |              |             |             |        |        |
| Inscrits                 | Inscrits          | Inscrits       | 8 345        | 100,00       | 8 345       | 100,00      |        |        |
| Abstentions              | Abstentions       | Abstentions    | 2 586        | 30,99        | 2 477       | 29,68       |        |        |
| Votants                  | Votants           | Votants        | 5 759        | 69,01        | 5 868       | 70,32       |        |        |
| Blancs et nuls           | Blancs et nuls    | Blancs et nuls | 251          | 4,36         | 237         | 4,04        |        |        |
| Exprimés                 | Exprimés          | Exprimés       | 5 508        | 95,64        | 5 631       | 95,96       |        |        |
| * Liste du maire sortant |                   |                |              |              |             |             |        |        |

### Ars-sur-Moselle
- Maire sortant : Bruno Valdevit (PS)
- 27 sièges à pourvoir au conseil municipal (population légale 2011 : 4 799 habitants)
- 1 sièges à pourvoir au conseil communautaire (Eurométropole de Metz)

|                          | Bruno Valdevit * | DVG            | 1 006 | 51,27  | 21 | 1 |  |  |
|                          | Mickaël Fetique  | SE             | 560   | 28,54  | 4  |   |  |  |
|                          | Éric Gardelli    | DVD            | 396   | 20,18  | 2  |   |  |  |
|                          |                  |                |       |        |    |   |  |  |
| Inscrits                 | Inscrits         | Inscrits       | 3 661 | 100,00 |    |   |  |  |
| Abstentions              | Abstentions      | Abstentions    | 1 626 | 44,41  |    |   |  |  |
| Votants                  | Votants          | Votants        | 2 035 | 55,59  |    |   |  |  |
| Blancs et nuls           | Blancs et nuls   | Blancs et nuls | 73    | 3,59   |    |   |  |  |
| Exprimés                 | Exprimés         | Exprimés       | 1 962 | 96,41  |    |   |  |  |
| * Liste du maire sortant |                  |                |       |        |    |   |  |  |

### Audun-le-Tiche
- Maire sortant : Lucien Piovano (PS)
- 29 sièges à pourvoir au conseil municipal (population légale 2011 : 6 340 habitants)
- 7 sièges à pourvoir au conseil communautaire (CC du Pays Haut Val d'Alzette)

|                          | Lucien Piovano *  | PS             | 1 465 | 63,66  | 24 | 6 |  |  |
|                          | Émilienne Bassani | PCF            | 836   | 36,33  | 5  | 1 |  |  |
|                          |                   |                |       |        |    |   |  |  |
| Inscrits                 | Inscrits          | Inscrits       | 4 630 | 100,00 |    |   |  |  |
| Abstentions              | Abstentions       | Abstentions    | 2 182 | 47,13  |    |   |  |  |
| Votants                  | Votants           | Votants        | 2 448 | 52,87  |    |   |  |  |
| Blancs et nuls           | Blancs et nuls    | Blancs et nuls | 147   | 6,00   |    |   |  |  |
| Exprimés                 | Exprimés          | Exprimés       | 2 301 | 94,00  |    |   |  |  |
| * Liste du maire sortant |                   |                |       |        |    |   |  |  |

### Behren-lès-Forbach
- Maire sortant : Jérôme Dibo (SE)
- 29 sièges à pourvoir au conseil municipal (population légale 2011 : 7 847 habitants)
- 5 sièges à pourvoir au conseil communautaire (CA de Forbach Porte de France)

| Tête de liste  | Tête de liste    | Liste          | Premier tour | Premier tour | Second tour | Second tour | Sièges | Sièges |
| Tête de liste  | Tête de liste    | Liste          | Voix         | %            | Voix        | %           | CM     | CC     |
| -------------- | ---------------- | -------------- | ------------ | ------------ | ----------- | ----------- | ------ | ------ |
|                | Michel Obiegala  | PS             | 964          | 35,20        | 1 451       | 45,13       | 6      | 1      |
|                | Dominique Ferrau | DVD            | 653          | 23,84        | 1 764       | 54,86       | 23     | 4      |
|                | Jean-Luc Bless   | DVD            | 464          | 16,94        |             |             |        |        |
|                | Romain Flaus     | DVG            | 463          | 16,91        |             |             |        |        |
|                | Olivier Munch    | MoDem          | 194          | 7,08         |             |             |        |        |
|                |                  |                |              |              |             |             |        |        |
| Inscrits       | Inscrits         | Inscrits       | 5 249        | 100,00       | 5 249       | 100,00      |        |        |
| Abstentions    | Abstentions      | Abstentions    | 2 410        | 45,91        | 1 930       | 36,77       |        |        |
| Votants        | Votants          | Votants        | 2 839        | 54,09        | 3 319       | 63,23       |        |        |
| Blancs et nuls | Blancs et nuls   | Blancs et nuls | 101          | 3,56         | 104         | 3,13        |        |        |
| Exprimés       | Exprimés         | Exprimés       | 2 738        | 96,44        | 3 215       | 96,87       |        |        |

### Bitche
- Maire sortant : Gérard Humbert (UDI)
- 29 sièges à pourvoir au conseil municipal (population légale 2011 : 5 326 habitants)
- 6 sièges à pourvoir au conseil communautaire (CC du Pays de Bitche)

|                          | Gérard Humbert * | DVD            | 1 190 | 54,68  | 23 | 5 |  |  |
|                          | Francis Vogt     | DVD            | 986   | 45,31  | 6  | 1 |  |  |
|                          |                  |                |       |        |    |   |  |  |
| Inscrits                 | Inscrits         | Inscrits       | 3 331 | 100,00 |    |   |  |  |
| Abstentions              | Abstentions      | Abstentions    | 1 031 | 30,95  |    |   |  |  |
| Votants                  | Votants          | Votants        | 2 300 | 69,05  |    |   |  |  |
| Blancs et nuls           | Blancs et nuls   | Blancs et nuls | 124   | 5,39   |    |   |  |  |
| Exprimés                 | Exprimés         | Exprimés       | 2 176 | 94,61  |    |   |  |  |
| * Liste du maire sortant |                  |                |       |        |    |   |  |  |

### Boulay-Moselle
- Maire sortant : André Boucher (DVD)
- 29 sièges à pourvoir au conseil municipal (population légale 2011 : 5 223 habitants)
- 14 sièges à pourvoir au conseil communautaire (CC de la Houve et du Pays Boulageois)

|                          | André Boucher * | DVD            | 1 397 | 100,00 | 29 | 14 |  |  |
|                          |                 |                |       |        |    |    |  |  |
| Inscrits                 | Inscrits        | Inscrits       | 4 146 | 100,00 |    |    |  |  |
| Abstentions              | Abstentions     | Abstentions    | 2 289 | 55,21  |    |    |  |  |
| Votants                  | Votants         | Votants        | 1 857 | 44,79  |    |    |  |  |
| Blancs et nuls           | Blancs et nuls  | Blancs et nuls | 460   | 24,77  |    |    |  |  |
| Exprimés                 | Exprimés        | Exprimés       | 1 397 | 75,23  |    |    |  |  |
| * Liste du maire sortant |                 |                |       |        |    |    |  |  |

### Bouzonville
- Maire sortant : Gilbert Philipp (DVD)
- 27 sièges à pourvoir au conseil municipal (population légale 2011 : 4 077 habitants)
- 9 sièges à pourvoir au conseil communautaire (CC Bouzonvillois - Trois Frontières)

|                | Denis Paysant  | SE             | 938   | 64,11  | 22 | 8 |  |  |
|                | Roland Cerati  | UMP            | 525   | 35,88  | 5  | 1 |  |  |
|                |                |                |       |        |    |   |  |  |
| Inscrits       | Inscrits       | Inscrits       | 2 396 | 100,00 |    |   |  |  |
| Abstentions    | Abstentions    | Abstentions    | 818   | 34,14  |    |   |  |  |
| Votants        | Votants        | Votants        | 1 578 | 65,86  |    |   |  |  |
| Blancs et nuls | Blancs et nuls | Blancs et nuls | 115   | 7,29   |    |   |  |  |
| Exprimés       | Exprimés       | Exprimés       | 1 463 | 92,71  |    |   |  |  |

### Carling
- Maire sortant : Gaston Adier
- 27 sièges à pourvoir au conseil municipal (population légale 2011 : 3 581 habitants)
- 4 sièges à pourvoir au conseil communautaire (CA Saint-Avold Synergie)

|                          | Gaston Adier * | DVD            | 1 172 | 100,00 | 27 | 4 |  |  |
|                          |                |                |       |        |    |   |  |  |
| Inscrits                 | Inscrits       | Inscrits       | 2 531 | 100,00 |    |   |  |  |
| Abstentions              | Abstentions    | Abstentions    | 1 164 | 45,99  |    |   |  |  |
| Votants                  | Votants        | Votants        | 1 367 | 54,01  |    |   |  |  |
| Blancs et nuls           | Blancs et nuls | Blancs et nuls | 195   | 14,26  |    |   |  |  |
| Exprimés                 | Exprimés       | Exprimés       | 1 172 | 85,74  |    |   |  |  |
| * Liste du maire sortant |                |                |       |        |    |   |  |  |

### Clouange
- Maire sortant : Claude Diedrich (DVD)
- 27 sièges à pourvoir au conseil municipal (population légale 2011 : 3 871 habitants)
- 4 sièges à pourvoir au conseil communautaire (CC du Pays Orne-Moselle)

| Tête de liste            | Tête de liste     | Liste          | Premier tour | Premier tour | Second tour | Second tour | Sièges | Sièges |
| Tête de liste            | Tête de liste     | Liste          | Voix         | %            | Voix        | %           | CM     | CC     |
| ------------------------ | ----------------- | -------------- | ------------ | ------------ | ----------- | ----------- | ------ | ------ |
|                          | Claude Diedrich * | DVD            | 719          | 43,15        | 791         | 43,89       | 6      | 1      |
|                          | Stéphane Boltz    | SE             | 706          | 42,37        | 859         | 47,66       | 20     | 3      |
|                          | Philippe Leblanc  | UDI            | 241          | 14,46        | 152         | 8,43        | 1      |        |
|                          |                   |                |              |              |             |             |        |        |
| Inscrits                 | Inscrits          | Inscrits       | 2 737        | 100,00       | 2 737       | 100,00      |        |        |
| Abstentions              | Abstentions       | Abstentions    | 1 031        | 37,67        | 916         | 33,47       |        |        |
| Votants                  | Votants           | Votants        | 1 706        | 62,33        | 1 821       | 66,53       |        |        |
| Blancs et nuls           | Blancs et nuls    | Blancs et nuls | 40           | 2,34         | 19          | 1,04        |        |        |
| Exprimés                 | Exprimés          | Exprimés       | 1 666        | 97,66        | 1 802       | 98,96       |        |        |
| * Liste du maire sortant |                   |                |              |              |             |             |        |        |

### Cocheren
- Maire sortant : Jean-Bernard Martin (PS)
- 27 sièges à pourvoir au conseil municipal (population légale 2011 : 3 513 habitants)
- 2 sièges à pourvoir au conseil communautaire (CA de Forbach Porte de France)

|                          | Jean-Bernard Martin * | PS             | 1 087 | 100,00 | 27 | 2 |  |  |
|                          |                       |                |       |        |    |   |  |  |
| Inscrits                 | Inscrits              | Inscrits       | 2 649 | 100,00 |    |   |  |  |
| Abstentions              | Abstentions           | Abstentions    | 1 361 | 51,38  |    |   |  |  |
| Votants                  | Votants               | Votants        | 1 288 | 48,62  |    |   |  |  |
| Blancs et nuls           | Blancs et nuls        | Blancs et nuls | 201   | 15,61  |    |   |  |  |
| Exprimés                 | Exprimés              | Exprimés       | 1 087 | 84,39  |    |   |  |  |
| * Liste du maire sortant |                       |                |       |        |    |   |  |  |

### Courcelles-Chaussy
- Maire sortant : Jean-Marie Gori
- 23 sièges à pourvoir au conseil municipal (population légale 2011 : 3 049 habitants)
- 6 sièges à pourvoir au conseil communautaire (CC Haut Chemin - Pays de Pange)

|                          | Jean-Marie Gori * | DVD            | 898   | 100,00 | 23 | 6 |  |  |
|                          |                   |                |       |        |    |   |  |  |
| Inscrits                 | Inscrits          | Inscrits       | 2 243 | 100,00 |    |   |  |  |
| Abstentions              | Abstentions       | Abstentions    | 1 198 | 53,41  |    |   |  |  |
| Votants                  | Votants           | Votants        | 1 045 | 46,59  |    |   |  |  |
| Blancs et nuls           | Blancs et nuls    | Blancs et nuls | 147   | 14,07  |    |   |  |  |
| Exprimés                 | Exprimés          | Exprimés       | 898   | 85,93  |    |   |  |  |
| * Liste du maire sortant |                   |                |       |        |    |   |  |  |

### Créhange
- Maire sortant : François Lavergne (UMP)
- 27 sièges à pourvoir au conseil municipal (population légale 2011 : 4 005 habitants)
- 3 sièges à pourvoir au conseil communautaire (CC du District Urbain de Faulquemont)

|                          | François Lavergne *  | DVD            | 1 304 | 68,81  | 23 | 3 |  |  |
|                          | Paola Zanetti        | PS             | 393   | 20,73  | 3  |   |  |  |
|                          | Stanislaw Czerwinski | FN             | 198   | 10,44  | 1  |   |  |  |
|                          |                      |                |       |        |    |   |  |  |
| Inscrits                 | Inscrits             | Inscrits       | 3 103 | 100,00 |    |   |  |  |
| Abstentions              | Abstentions          | Abstentions    | 1 168 | 37,64  |    |   |  |  |
| Votants                  | Votants              | Votants        | 1 935 | 62,36  |    |   |  |  |
| Blancs et nuls           | Blancs et nuls       | Blancs et nuls | 40    | 2,07   |    |   |  |  |
| Exprimés                 | Exprimés             | Exprimés       | 1 895 | 97,93  |    |   |  |  |
| * Liste du maire sortant |                      |                |       |        |    |   |  |  |

### Creutzwald
- Maire sortant : Jean-Luc Wozniak (SE)
- 33 sièges à pourvoir au conseil municipal (population légale 2011 : 13 540 habitants)
- 16 sièges à pourvoir au conseil communautaire (CC du Warndt)

|                          | Jean-Luc Wozniak * | DVD            | 2 941 | 66,22  | 28 | 13 |  |  |
|                          | Joëlle Borowski    | DVG            | 1 500 | 33,77  | 5  | 3  |  |  |
|                          |                    |                |       |        |    |    |  |  |
| Inscrits                 | Inscrits           | Inscrits       | 8 286 | 100,00 |    |    |  |  |
| Abstentions              | Abstentions        | Abstentions    | 3 629 | 43,80  |    |    |  |  |
| Votants                  | Votants            | Votants        | 4 657 | 56,20  |    |    |  |  |
| Blancs et nuls           | Blancs et nuls     | Blancs et nuls | 216   | 4,64   |    |    |  |  |
| Exprimés                 | Exprimés           | Exprimés       | 4 441 | 95,36  |    |    |  |  |
| * Liste du maire sortant |                    |                |       |        |    |    |  |  |

### Dieuze
- Maire sortant : Fernand Lormant (UMP)
- 27 sièges à pourvoir au conseil municipal (population légale 2011 : 3 614 habitants)
- 8 sièges à pourvoir au conseil communautaire (CC du Saulnois)

|                          | Fernand Lormant * | SE             | 870   | 62,05  | 22 | 7 |  |  |
|                          | Jerome Lang       | SE             | 532   | 37,94  | 5  | 1 |  |  |
|                          |                   |                |       |        |    |   |  |  |
| Inscrits                 | Inscrits          | Inscrits       | 2 061 | 100,00 |    |   |  |  |
| Abstentions              | Abstentions       | Abstentions    | 622   | 30,18  |    |   |  |  |
| Votants                  | Votants           | Votants        | 1 439 | 69,82  |    |   |  |  |
| Blancs et nuls           | Blancs et nuls    | Blancs et nuls | 37    | 2,57   |    |   |  |  |
| Exprimés                 | Exprimés          | Exprimés       | 1 402 | 97,43  |    |   |  |  |
| * Liste du maire sortant |                   |                |       |        |    |   |  |  |

### Fameck
- Maire sortant : Michel Liebgott (PS)
- 33 sièges à pourvoir au conseil municipal (population légale 2011 : 13 082 habitants)
- 8 sièges à pourvoir au conseil communautaire (CA du Val de Fensch)

|                          | Michel Liebgott *               | PS-PCF-EELV    | 2 882 | 67,03  | 28 | 7 |  |  |
|                          | Françoise Sperandio Née Pastore | SE             | 805   | 18,72  | 3  | 1 |  |  |
|                          | Salah Haidas                    | UMP-UDI        | 612   | 14,23  | 2  |   |  |  |
|                          |                                 |                |       |        |    |   |  |  |
| Inscrits                 | Inscrits                        | Inscrits       | 9 136 | 100,00 |    |   |  |  |
| Abstentions              | Abstentions                     | Abstentions    | 4 624 | 50,61  |    |   |  |  |
| Votants                  | Votants                         | Votants        | 4 512 | 49,39  |    |   |  |  |
| Blancs et nuls           | Blancs et nuls                  | Blancs et nuls | 213   | 4,72   |    |   |  |  |
| Exprimés                 | Exprimés                        | Exprimés       | 4 299 | 95,28  |    |   |  |  |
| * Liste du maire sortant |                                 |                |       |        |    |   |  |  |

### Farébersviller
- Maire sortant : Laurent Kleinhentz (PS)
- 29 sièges à pourvoir au conseil municipal (population légale 2011 : 5 644 habitants)
- 4 sièges à pourvoir au conseil communautaire (CC de Freyming-Merlebach)

|                          | Laurent Kleinhentz * | DVG            | 1 622 | 77,68  | 26 | 4 |  |  |
|                          | Serafettin Guldal    | SE             | 466   | 22,31  | 3  |   |  |  |
|                          |                      |                |       |        |    |   |  |  |
| Inscrits                 | Inscrits             | Inscrits       | 3 289 | 100,00 |    |   |  |  |
| Abstentions              | Abstentions          | Abstentions    | 1 149 | 34,93  |    |   |  |  |
| Votants                  | Votants              | Votants        | 2 140 | 65,07  |    |   |  |  |
| Blancs et nuls           | Blancs et nuls       | Blancs et nuls | 52    | 2,43   |    |   |  |  |
| Exprimés                 | Exprimés             | Exprimés       | 2 088 | 97,57  |    |   |  |  |
| * Liste du maire sortant |                      |                |       |        |    |   |  |  |

### Faulquemont
- Maire sortant : Bruno Bianchin (DVD)
- 29 sièges à pourvoir au conseil municipal (population légale 2011 : 5 492 habitants)
- 6 sièges à pourvoir au conseil communautaire (CC du District Urbain de Faulquemont)

|                          | Bruno Bianchin * | DVD            | 1 269 | 54,23  | 23 | 5 |  |  |
|                          | Patrick Bonnet   | DVD            | 645   | 27,56  | 4  | 1 |  |  |
|                          | Hacen Bournine   | DVG            | 426   | 18,20  | 2  |   |  |  |
|                          |                  |                |       |        |    |   |  |  |
| Inscrits                 | Inscrits         | Inscrits       | 4 030 | 100,00 |    |   |  |  |
| Abstentions              | Abstentions      | Abstentions    | 1 629 | 40,42  |    |   |  |  |
| Votants                  | Votants          | Votants        | 2 401 | 59,58  |    |   |  |  |
| Blancs et nuls           | Blancs et nuls   | Blancs et nuls | 61    | 2,54   |    |   |  |  |
| Exprimés                 | Exprimés         | Exprimés       | 2 340 | 97,46  |    |   |  |  |
| * Liste du maire sortant |                  |                |       |        |    |   |  |  |

### Florange
- Maire sortant : Philippe Tarillon (PS)
- 33 sièges à pourvoir au conseil municipal (population légale 2011 : 11 472 habitants)
- 8 sièges à pourvoir au conseil communautaire (CA du Val de Fensch)

|                          | Michel Decker       | UMP-UDI        | 2 546 | 57,62  | 26 | 6 |  |  |
|                          | Philippe Tarillon * | PS             | 1 872 | 42,37  | 7  | 2 |  |  |
|                          |                     |                |       |        |    |   |  |  |
| Inscrits                 | Inscrits            | Inscrits       | 8 886 | 100,00 |    |   |  |  |
| Abstentions              | Abstentions         | Abstentions    | 4 244 | 47,76  |    |   |  |  |
| Votants                  | Votants             | Votants        | 4 642 | 52,24  |    |   |  |  |
| Blancs et nuls           | Blancs et nuls      | Blancs et nuls | 224   | 4,83   |    |   |  |  |
| Exprimés                 | Exprimés            | Exprimés       | 4 418 | 95,17  |    |   |  |  |
| * Liste du maire sortant |                     |                |       |        |    |   |  |  |

### Folschviller
- Maire sortant : Claude Staub (DVD)
- 27 sièges à pourvoir au conseil municipal (population légale 2011 : 4 190 habitants)
- 5 sièges à pourvoir au conseil communautaire (CA Saint-Avold Synergie)

|                          | Gabriel Muller | DVD            | 963   | 54,49  | 21 | 4 |  |  |
|                          | Claude Staub * | DVD            | 804   | 45,50  | 6  | 1 |  |  |
|                          |                |                |       |        |    |   |  |  |
| Inscrits                 | Inscrits       | Inscrits       | 2 880 | 100,00 |    |   |  |  |
| Abstentions              | Abstentions    | Abstentions    | 1 065 | 36,98  |    |   |  |  |
| Votants                  | Votants        | Votants        | 1 815 | 63,02  |    |   |  |  |
| Blancs et nuls           | Blancs et nuls | Blancs et nuls | 48    | 2,64   |    |   |  |  |
| Exprimés                 | Exprimés       | Exprimés       | 1 767 | 97,36  |    |   |  |  |
| * Liste du maire sortant |                |                |       |        |    |   |  |  |

### Fontoy
- Maire sortant : Henri Boguet
- 23 sièges à pourvoir au conseil municipal (population légale 2011 : 3 067 habitants)
- 1 sièges à pourvoir au conseil communautaire (CA Portes de France-Thionville)

|                          | Henri Boguet * | SE             | 963   | 61,18  | 19 | 1 |  |  |
|                          | Rene Archen    | UDI            | 611   | 38,81  | 4  |   |  |  |
|                          |                |                |       |        |    |   |  |  |
| Inscrits                 | Inscrits       | Inscrits       | 2 191 | 100,00 |    |   |  |  |
| Abstentions              | Abstentions    | Abstentions    | 579   | 26,43  |    |   |  |  |
| Votants                  | Votants        | Votants        | 1 612 | 73,57  |    |   |  |  |
| Blancs et nuls           | Blancs et nuls | Blancs et nuls | 38    | 2,36   |    |   |  |  |
| Exprimés                 | Exprimés       | Exprimés       | 1 574 | 97,64  |    |   |  |  |
| * Liste du maire sortant |                |                |       |        |    |   |  |  |

### Forbach
- Maire sortant : Laurent Kalinowski (PS)
- 35 sièges à pourvoir au conseil municipal (population légale 2011 : 21 561 habitants)
- 14 sièges à pourvoir au conseil communautaire (CA de Forbach Porte de France)

| Tête de liste            | Tête de liste        | Liste          | Premier tour | Premier tour | Second tour | Second tour | Sièges | Sièges |
| Tête de liste            | Tête de liste        | Liste          | Voix         | %            | Voix        | %           | CM     | CC     |
| ------------------------ | -------------------- | -------------- | ------------ | ------------ | ----------- | ----------- | ------ | ------ |
|                          | Florian Philippot    | FN             | 2 829        | 35,74        | 3 119       | 35,17       | 6      | 2      |
|                          | Laurent Kalinowski * | PS             | 2 612        | 33,00        | 4 233       | 47,73       | 27     | 11     |
|                          | Éric Diligent        | DVD            | 1 503        | 18,99        | 1 053       | 11,87       | 2      | 1      |
|                          | Alexandre Cassaro    | UMP            | 970          | 12,25        | 463         | 5,22        |        |        |
|                          |                      |                |              |              |             |             |        |        |
| Inscrits                 | Inscrits             | Inscrits       | 14 452       | 100,00       | 14 452      | 100,00      |        |        |
| Abstentions              | Abstentions          | Abstentions    | 6 362        | 44,02        | 5 427       | 37,55       |        |        |
| Votants                  | Votants              | Votants        | 8 090        | 55,98        | 9 025       | 62,45       |        |        |
| Blancs et nuls           | Blancs et nuls       | Blancs et nuls | 176          | 2,18         | 157         | 1,74        |        |        |
| Exprimés                 | Exprimés             | Exprimés       | 7 914        | 97,82        | 8 868       | 98,26       |        |        |
| * Liste du maire sortant |                      |                |              |              |             |             |        |        |

### Freyming-Merlebach
- Maire sortant : Pierre Lang (UMP)
- 33 sièges à pourvoir au conseil municipal (population légale 2011 : 13 086 habitants)
- 9 sièges à pourvoir au conseil communautaire (CC de Freyming-Merlebach)

|                          | Pierre Lang *          | DVD            | 2 913 | 58,45  | 27 | 8 |  |  |
|                          | Jean-Marie Haas        | DVG            | 1 248 | 25,04  | 4  | 1 |  |  |
|                          | Jean-Christophe Kinnel | DVG            | 822   | 16,49  | 2  |   |  |  |
|                          |                        |                |       |        |    |   |  |  |
| Inscrits                 | Inscrits               | Inscrits       | 9 209 | 100,00 |    |   |  |  |
| Abstentions              | Abstentions            | Abstentions    | 4 042 | 43,89  |    |   |  |  |
| Votants                  | Votants                | Votants        | 5 167 | 56,11  |    |   |  |  |
| Blancs et nuls           | Blancs et nuls         | Blancs et nuls | 184   | 3,56   |    |   |  |  |
| Exprimés                 | Exprimés               | Exprimés       | 4 983 | 96,44  |    |   |  |  |
| * Liste du maire sortant |                        |                |       |        |    |   |  |  |

### Grosbliederstroff
- Maire sortant : Joël Niederlaender (SE)
- 23 sièges à pourvoir au conseil municipal (population légale 2011 : 3 311 habitants)
- 4 sièges à pourvoir au conseil communautaire (CA Sarreguemines Confluences)

|                          | Joël Niederlaender * | DVG            | 934   | 100,00 | 23 | 4 |  |  |
|                          |                      |                |       |        |    |   |  |  |
| Inscrits                 | Inscrits             | Inscrits       | 2 357 | 100,00 |    |   |  |  |
| Abstentions              | Abstentions          | Abstentions    | 1 179 | 50,02  |    |   |  |  |
| Votants                  | Votants              | Votants        | 1 178 | 49,98  |    |   |  |  |
| Blancs et nuls           | Blancs et nuls       | Blancs et nuls | 244   | 20,71  |    |   |  |  |
| Exprimés                 | Exprimés             | Exprimés       | 934   | 79,29  |    |   |  |  |
| * Liste du maire sortant |                      |                |       |        |    |   |  |  |

### Guénange
- Maire sortant : Jean-Pierre La Vaullée (PS)
- 29 sièges à pourvoir au conseil municipal (population légale 2011 : 7 092 habitants)
- 8 sièges à pourvoir au conseil communautaire (CC de l'Arc mosellan)

|                          | Jean-Pierre La Vaullée * | DVG            | 1 656 | 55,81  | 23 | 6 |  |  |
|                          | Gérard Caillet           | SE             | 1 311 | 44,18  | 6  | 2 |  |  |
|                          |                          |                |       |        |    |   |  |  |
| Inscrits                 | Inscrits                 | Inscrits       | 5 661 | 100,00 |    |   |  |  |
| Abstentions              | Abstentions              | Abstentions    | 2 517 | 44,46  |    |   |  |  |
| Votants                  | Votants                  | Votants        | 3 144 | 55,54  |    |   |  |  |
| Blancs et nuls           | Blancs et nuls           | Blancs et nuls | 177   | 5,63   |    |   |  |  |
| Exprimés                 | Exprimés                 | Exprimés       | 2 967 | 94,37  |    |   |  |  |
| * Liste du maire sortant |                          |                |       |        |    |   |  |  |

### Hagondange
- Maire sortant : Jean-Claude Mahler (DVD)
- 29 sièges à pourvoir au conseil municipal (population légale 2011 : 9 384 habitants)
- 9 sièges à pourvoir au conseil communautaire (CC Rives de Moselle)

|                          | Jean-Claude Mahler * | DVD            | 2 313 | 59,29  | 23 | 7 |  |  |
|                          | Didier Schaeffer     | DVG            | 1 588 | 40,70  | 6  | 2 |  |  |
|                          |                      |                |       |        |    |   |  |  |
| Inscrits                 | Inscrits             | Inscrits       | 6 978 | 100,00 |    |   |  |  |
| Abstentions              | Abstentions          | Abstentions    | 2 907 | 41,66  |    |   |  |  |
| Votants                  | Votants              | Votants        | 4 071 | 58,34  |    |   |  |  |
| Blancs et nuls           | Blancs et nuls       | Blancs et nuls | 170   | 4,18   |    |   |  |  |
| Exprimés                 | Exprimés             | Exprimés       | 3 901 | 95,82  |    |   |  |  |
| * Liste du maire sortant |                      |                |       |        |    |   |  |  |

### Hayange
- Maire sortant : Philippe David (PS)
- 33 sièges à pourvoir au conseil municipal (population légale 2011 : 15 730 habitants)
- 9 sièges à pourvoir au conseil communautaire (CA du Val de Fensch)

| Tête de liste            | Tête de liste           | Liste          | Premier tour | Premier tour | Second tour | Second tour | Sièges | Sièges |
| Tête de liste            | Tête de liste           | Liste          | Voix         | %            | Voix        | %           | CM     | CC     |
| ------------------------ | ----------------------- | -------------- | ------------ | ------------ | ----------- | ----------- | ------ | ------ |
|                          | Fabien Engelmann        | FN             | 1 789        | 30,40        | 2 290       | 34,70       | 23     | 7      |
|                          | Thierry Rohr            | DVD            | 1 200        | 20,39        | 1 869       | 28,32       | 5      | 1      |
|                          | Philippe David *        | PS             | 1 130        | 19,20        | 1 797       | 27,23       | 4      | 1      |
|                          | Alain Leyder            | SE             | 784          | 13,32        | 643         | 9,74        | 1      |        |
|                          | Isabelle Iorio          | DVG            | 781          | 13,27        |             |             |        |        |
|                          | Anne-Catherine Levecque | POI            | 199          | 3,38         |             |             |        |        |
|                          |                         |                |              |              |             |             |        |        |
| Inscrits                 | Inscrits                | Inscrits       | 11 980       | 100,00       | 11 979      | 100,00      |        |        |
| Abstentions              | Abstentions             | Abstentions    | 5 926        | 49,47        | 5 188       | 43,31       |        |        |
| Votants                  | Votants                 | Votants        | 6 054        | 50,53        | 6 791       | 56,69       |        |        |
| Blancs et nuls           | Blancs et nuls          | Blancs et nuls | 171          | 2,82         | 192         | 2,83        |        |        |
| Exprimés                 | Exprimés                | Exprimés       | 5 883        | 97,18        | 6 599       | 97,17       |        |        |
| * Liste du maire sortant |                         |                |              |              |             |             |        |        |

### Hettange-Grande
- Maire sortant : André Hentz (PS)
- 29 sièges à pourvoir au conseil municipal (population légale 2011 : 7 528 habitants)
- 6 sièges à pourvoir au conseil communautaire (CC de Cattenom et environs)

| Tête de liste  | Tête de liste    | Liste          | Premier tour | Premier tour | Second tour | Second tour | Sièges | Sièges |
| Tête de liste  | Tête de liste    | Liste          | Voix         | %            | Voix        | %           | CM     | CC     |
| -------------- | ---------------- | -------------- | ------------ | ------------ | ----------- | ----------- | ------ | ------ |
|                | Roland Balcerzak | UMP-UDI        | 1 629        | 49,58        | 1 962       | 59,96       | 23     | 5      |
|                | Jean Le Gac      | DVG            | 1 238        | 37,68        | 1 310       | 40,03       | 6      | 1      |
|                | Fabrice Isler    | DVD            | 418          | 12,72        |             |             |        |        |
|                |                  |                |              |              |             |             |        |        |
| Inscrits       | Inscrits         | Inscrits       | 5 671        | 100,00       | 5 671       | 100,00      |        |        |
| Abstentions    | Abstentions      | Abstentions    | 2 276        | 40,13        | 2 300       | 40,56       |        |        |
| Votants        | Votants          | Votants        | 3 395        | 59,87        | 3 371       | 59,44       |        |        |
| Blancs et nuls | Blancs et nuls   | Blancs et nuls | 110          | 3,24         | 99          | 2,94        |        |        |
| Exprimés       | Exprimés         | Exprimés       | 3 285        | 96,76        | 3 272       | 97,06       |        |        |

### Hombourg-Haut
- Maire sortant : Jacques Furlan (DVD)
- 29 sièges à pourvoir au conseil municipal (population légale 2011 : 7 250 habitants)
- 5 sièges à pourvoir au conseil communautaire (CC de Freyming-Merlebach)

| Tête de liste  | Tête de liste     | Liste          | Premier tour | Premier tour | Second tour | Second tour | Sièges | Sièges |
| Tête de liste  | Tête de liste     | Liste          | Voix         | %            | Voix        | %           | CM     | CC     |
| -------------- | ----------------- | -------------- | ------------ | ------------ | ----------- | ----------- | ------ | ------ |
|                | Laurent Muller    | DVD            | 1 068        | 37,50        | 1 176       | 39,10       | 21     | 4      |
|                | René Gruber       | DVD            | 859          | 30,16        | 1 133       | 37,67       | 5      | 1      |
|                | Cassandre Fristot | EXD            | 518          | 18,18        | 389         | 12,93       | 2      |        |
|                | Jean-Pierre Damm  | DVG            | 403          | 14,15        | 309         | 10,27       | 1      |        |
|                |                   |                |              |              |             |             |        |        |
| Inscrits       | Inscrits          | Inscrits       | 4 883        | 100,00       | 4 883       | 100,00      |        |        |
| Abstentions    | Abstentions       | Abstentions    | 1 926        | 39,44        | 1 780       | 36,45       |        |        |
| Votants        | Votants           | Votants        | 2 957        | 60,56        | 3 103       | 63,55       |        |        |
| Blancs et nuls | Blancs et nuls    | Blancs et nuls | 109          | 3,69         | 96          | 3,09        |        |        |
| Exprimés       | Exprimés          | Exprimés       | 2 848        | 96,31        | 3 007       | 96,91       |        |        |

### Knutange
- Maire sortant : Fabrice Cerbai (PCF)
- 23 sièges à pourvoir au conseil municipal (population légale 2011 : 3 247 habitants)
- 3 sièges à pourvoir au conseil communautaire (CA du Val de Fensch)

|                          | Fabrice Cerbai * | DVG            | 878   | 67,02  | 20 | 3 |  |  |
|                          | Maria Miceli     | SE             | 432   | 32,97  | 3  |   |  |  |
|                          |                  |                |       |        |    |   |  |  |
| Inscrits                 | Inscrits         | Inscrits       | 2 457 | 100,00 |    |   |  |  |
| Abstentions              | Abstentions      | Abstentions    | 1 092 | 44,44  |    |   |  |  |
| Votants                  | Votants          | Votants        | 1 365 | 55,56  |    |   |  |  |
| Blancs et nuls           | Blancs et nuls   | Blancs et nuls | 55    | 4,03   |    |   |  |  |
| Exprimés                 | Exprimés         | Exprimés       | 1 310 | 95,97  |    |   |  |  |
| * Liste du maire sortant |                  |                |       |        |    |   |  |  |

### L'Hôpital
- Maire sortant : Gilbert Weber (PS)
- 29 sièges à pourvoir au conseil municipal (population légale 2011 : 5 427 habitants)
- 6 sièges à pourvoir au conseil communautaire (CA Saint-Avold Synergie)

| Tête de liste            | Tête de liste         | Liste          | Premier tour | Premier tour | Second tour | Second tour | Sièges | Sièges |
| Tête de liste            | Tête de liste         | Liste          | Voix         | %            | Voix        | %           | CM     | CC     |
| ------------------------ | --------------------- | -------------- | ------------ | ------------ | ----------- | ----------- | ------ | ------ |
|                          | Gilbert Weber *       | DVG            | 929          | 36,17        | 1 186       | 43,03       | 21     | 4      |
|                          | Jean-Claude Dreistadt | FN             | 616          | 23,98        | 887         | 32,18       | 5      | 1      |
|                          | Christophe Gil        | DVD            | 556          | 21,65        | 683         | 24,78       | 3      | 1      |
|                          | Jean Marcel Labach    | DVD            | 467          | 18,18        |             |             |        |        |
|                          |                       |                |              |              |             |             |        |        |
| Inscrits                 | Inscrits              | Inscrits       | 3 988        | 100,00       | 3 988       | 100,00      |        |        |
| Abstentions              | Abstentions           | Abstentions    | 1 366        | 34,25        | 1 183       | 29,66       |        |        |
| Votants                  | Votants               | Votants        | 2 622        | 65,75        | 2 805       | 70,34       |        |        |
| Blancs et nuls           | Blancs et nuls        | Blancs et nuls | 54           | 2,06         | 49          | 1,75        |        |        |
| Exprimés                 | Exprimés              | Exprimés       | 2 568        | 97,94        | 2 756       | 98,25       |        |        |
| * Liste du maire sortant |                       |                |              |              |             |             |        |        |

### Le Ban-Saint-Martin
- Maire sortant : Henri Hasser (DVD)
- 27 sièges à pourvoir au conseil municipal (population légale 2011 : 4 257 habitants)
- 1 sièges à pourvoir au conseil communautaire (Eurométropole de Metz)

|                          | Henri Hasser * | DVD            | 1 084 | 65,22  | 23 | 1 |  |  |
|                          | Laura Tared    | SE             | 578   | 34,77  | 4  |   |  |  |
|                          |                |                |       |        |    |   |  |  |
| Inscrits                 | Inscrits       | Inscrits       | 3 012 | 100,00 |    |   |  |  |
| Abstentions              | Abstentions    | Abstentions    | 1 271 | 42,20  |    |   |  |  |
| Votants                  | Votants        | Votants        | 1 741 | 57,80  |    |   |  |  |
| Blancs et nuls           | Blancs et nuls | Blancs et nuls | 79    | 4,54   |    |   |  |  |
| Exprimés                 | Exprimés       | Exprimés       | 1 662 | 95,46  |    |   |  |  |
| * Liste du maire sortant |                |                |       |        |    |   |  |  |

### Longeville-lès-Metz
- Maire sortant : Alain Chapelain (DVD)
- 27 sièges à pourvoir au conseil municipal (population légale 2011 : 3 798 habitants)
- 1 sièges à pourvoir au conseil communautaire (Eurométropole de Metz)

|                          | Alain Chapelain * | DVD            | 1 025 | 60,08  | 22 | 1 |  |  |
|                          | Fabrice Perrot    | SE             | 681   | 39,91  | 5  |   |  |  |
|                          |                   |                |       |        |    |   |  |  |
| Inscrits                 | Inscrits          | Inscrits       | 2 910 | 100,00 |    |   |  |  |
| Abstentions              | Abstentions       | Abstentions    | 1 135 | 39,00  |    |   |  |  |
| Votants                  | Votants           | Votants        | 1 775 | 61,00  |    |   |  |  |
| Blancs et nuls           | Blancs et nuls    | Blancs et nuls | 69    | 3,89   |    |   |  |  |
| Exprimés                 | Exprimés          | Exprimés       | 1 706 | 96,11  |    |   |  |  |
| * Liste du maire sortant |                   |                |       |        |    |   |  |  |

### Longeville-lès-Saint-Avold
- Maire sortant : Robert Webert (DVD)
- 27 sièges à pourvoir au conseil municipal (population légale 2011 : 3 784 habitants)
- 3 sièges à pourvoir au conseil communautaire (CC du District Urbain de Faulquemont)

| Tête de liste  | Tête de liste         | Liste          | Premier tour | Premier tour | Second tour | Second tour | Sièges | Sièges |
| Tête de liste  | Tête de liste         | Liste          | Voix         | %            | Voix        | %           | CM     | CC     |
| -------------- | --------------------- | -------------- | ------------ | ------------ | ----------- | ----------- | ------ | ------ |
|                | Suzanne Thielen-kalis | SE             | 861          | 44,17        | 1 001       | 51,04       | 21     | 2      |
|                | Norbert Basin         | DVD            | 727          | 37,30        | 687         | 35,03       | 5      | 1      |
|                | Christian Matejicek   | DVD            | 361          | 18,52        | 273         | 13,92       | 1      |        |
|                |                       |                |              |              |             |             |        |        |
| Inscrits       | Inscrits              | Inscrits       | 2 881        | 100,00       | 2 881       | 100,00      |        |        |
| Abstentions    | Abstentions           | Abstentions    | 878          | 30,48        | 884         | 30,68       |        |        |
| Votants        | Votants               | Votants        | 2 003        | 69,52        | 1 997       | 69,32       |        |        |
| Blancs et nuls | Blancs et nuls        | Blancs et nuls | 54           | 2,70         | 36          | 1,80        |        |        |
| Exprimés       | Exprimés              | Exprimés       | 1 949        | 97,30        | 1 961       | 98,20       |        |        |

### Maizières-lès-Metz
- Maire sortant : Gérard Terrier (PS)
- 33 sièges à pourvoir au conseil municipal (population légale 2011 : 10 774 habitants)
- 10 sièges à pourvoir au conseil communautaire (CC Rives de Moselle)

|                          | Julien Freyburger | DVD            | 2 670 | 55,82  | 26 | 8 |  |  |
|                          | Gérard Terrier *  | PS             | 2 113 | 44,17  | 7  | 2 |  |  |
|                          |                   |                |       |        |    |   |  |  |
| Inscrits                 | Inscrits          | Inscrits       | 8 192 | 100,00 |    |   |  |  |
| Abstentions              | Abstentions       | Abstentions    | 3 195 | 39,00  |    |   |  |  |
| Votants                  | Votants           | Votants        | 4 997 | 61,00  |    |   |  |  |
| Blancs et nuls           | Blancs et nuls    | Blancs et nuls | 214   | 4,28   |    |   |  |  |
| Exprimés                 | Exprimés          | Exprimés       | 4 783 | 95,72  |    |   |  |  |
| * Liste du maire sortant |                   |                |       |        |    |   |  |  |

### Marange-Silvange
- Maire sortant : Erwin Brum (PRG)
- 29 sièges à pourvoir au conseil municipal (population légale 2011 : 5 815 habitants)
- 5 sièges à pourvoir au conseil communautaire (CC du Pays Orne-Moselle)

| Tête de liste  | Tête de liste  | Liste          | Premier tour | Premier tour | Second tour | Second tour | Sièges | Sièges |
| Tête de liste  | Tête de liste  | Liste          | Voix         | %            | Voix        | %           | CM     | CC     |
| -------------- | -------------- | -------------- | ------------ | ------------ | ----------- | ----------- | ------ | ------ |
|                | Yves Muller    | SE             | 1 271        | 46,36        | 1 583       | 55,73       | 23     | 4      |
|                | Daniel Pierre  | DVG            | 823          | 30,02        | 1 257       | 44,26       | 6      | 1      |
|                | Serge Dardard  | DVD            | 647          | 23,60        |             |             |        |        |
|                |                |                |              |              |             |             |        |        |
| Inscrits       | Inscrits       | Inscrits       | 4 624        | 100,00       | 4 625       | 100,00      |        |        |
| Abstentions    | Abstentions    | Abstentions    | 1 793        | 38,78        | 1 669       | 36,09       |        |        |
| Votants        | Votants        | Votants        | 2 831        | 61,22        | 2 956       | 63,91       |        |        |
| Blancs et nuls | Blancs et nuls | Blancs et nuls | 90           | 3,18         | 116         | 3,92        |        |        |
| Exprimés       | Exprimés       | Exprimés       | 2 741        | 96,82        | 2 840       | 96,08       |        |        |

### Marly
- Maire sortant : Thierry Hory (UMP)
- 29 sièges à pourvoir au conseil municipal (population légale 2011 : 9 797 habitants)
- 4 sièges à pourvoir au conseil communautaire (Eurométropole de Metz)

| Tête de liste            | Tête de liste         | Liste          | Premier tour | Premier tour | Second tour | Second tour | Sièges | Sièges |
| Tête de liste            | Tête de liste         | Liste          | Voix         | %            | Voix        | %           | CM     | CC     |
| ------------------------ | --------------------- | -------------- | ------------ | ------------ | ----------- | ----------- | ------ | ------ |
|                          | Thierry Hory *        | UMP-UDI        | 2 292        | 42,10        | 2 302       | 42,61       | 22     | 3      |
|                          | Christian Nowicki     | SE             | 1 549        | 28,45        | 1 881       | 34,82       | 5      | 1      |
|                          | Thibaut Albrech       | FN             | 834          | 15,31        | 612         | 11,32       | 1      |        |
|                          | Jean-Pierre Liouville | DVG            | 769          | 14,12        | 607         | 11,23       | 1      |        |
|                          |                       |                |              |              |             |             |        |        |
| Inscrits                 | Inscrits              | Inscrits       | 8 636        | 100,00       | 8 637       | 100,00      |        |        |
| Abstentions              | Abstentions           | Abstentions    | 3 066        | 35,50        | 3 129       | 36,23       |        |        |
| Votants                  | Votants               | Votants        | 5 570        | 64,50        | 5 508       | 63,77       |        |        |
| Blancs et nuls           | Blancs et nuls        | Blancs et nuls | 126          | 2,26         | 106         | 1,92        |        |        |
| Exprimés                 | Exprimés              | Exprimés       | 5 444        | 97,74        | 5 402       | 98,08       |        |        |
| * Liste du maire sortant |                       |                |              |              |             |             |        |        |

### Metz
- Maire sortant : Dominique Gros (PS)
- 55 sièges à pourvoir au conseil municipal (population légale 2011 : 119 962 habitants)
- 49 sièges à pourvoir au conseil communautaire (Eurométropole de Metz)

| Tête de liste            | Tête de liste       | Liste                         | Premier tour | Premier tour | Second tour | Second tour | Sièges | Sièges |
| Tête de liste            | Tête de liste       | Liste                         | Voix         | %            | Voix        | %           | CM     | CC     |
| ------------------------ | ------------------- | ----------------------------- | ------------ | ------------ | ----------- | ----------- | ------ | ------ |
|                          | Dominique Gros *    | PS-EELV-PCF diss.-MoDem diss. | 12 441       | 35,68        | 16 008      | 43,22       | 40     | 36     |
|                          | Marie-Jo Zimmermann | UMP-UDI-MoDem                 | 11 939       | 34,24        | 15 238      | 41,14       | 11     | 10     |
|                          | Françoise Grolet    | FN                            | 7 433        | 21,31        | 5 790       | 15,63       | 4      | 3      |
|                          | Jacques Marechal    | FG                            | 1 244        | 3,56         |             |             |        |        |
|                          | Stéphane Aurousseau | NPA-FASE-PG diss.             | 1 154        | 3,30         |             |             |        |        |
|                          | Mario Rinaldi       | LO                            | 473          | 1,35         |             |             |        |        |
|                          | Marie-Jeanne Becht  | POI                           | 182          | 0,52         |             |             |        |        |
|                          |                     |                               |              |              |             |             |        |        |
| Inscrits                 | Inscrits            | Inscrits                      | 71 987       | 100,00       | 71 989      | 100,00      |        |        |
| Abstentions              | Abstentions         | Abstentions                   | 36 051       | 50,08        | 33 810      | 46,97       |        |        |
| Votants                  | Votants             | Votants                       | 35 936       | 49,92        | 38 179      | 53,03       |        |        |
| Blancs et nuls           | Blancs et nuls      | Blancs et nuls                | 1 070        | 2,98         | 1 143       | 2,99        |        |        |
| Exprimés                 | Exprimés            | Exprimés                      | 34 866       | 97,02        | 37 036      | 97,01       |        |        |
| * Liste du maire sortant |                     |                               |              |              |             |             |        |        |

### Mondelange
- Maire sortant : Gilbert Schmitt (PS)
- 29 sièges à pourvoir au conseil municipal (population légale 2011 : 6 058 habitants)
- 6 sièges à pourvoir au conseil communautaire (CC Rives de Moselle)

| Tête de liste            | Tête de liste     | Liste          | Premier tour | Premier tour | Second tour | Second tour | Sièges | Sièges |
| Tête de liste            | Tête de liste     | Liste          | Voix         | %            | Voix        | %           | CM     | CC     |
| ------------------------ | ----------------- | -------------- | ------------ | ------------ | ----------- | ----------- | ------ | ------ |
|                          | Rémy Sadocco      | DVD            | 1 165        | 47,64        | 1 320       | 50,73       | 22     | 5      |
|                          | Gilbert Schmitt * | DVG            | 949          | 38,81        | 1 070       | 41,12       | 6      | 1      |
|                          | Daniel Trivellato | SE             | 331          | 13,53        | 212         | 8,14        | 1      |        |
|                          |                   |                |              |              |             |             |        |        |
| Inscrits                 | Inscrits          | Inscrits       | 4 250        | 100,00       | 4 250       | 100,00      |        |        |
| Abstentions              | Abstentions       | Abstentions    | 1 705        | 40,12        | 1 576       | 37,08       |        |        |
| Votants                  | Votants           | Votants        | 2 545        | 59,88        | 2 674       | 62,92       |        |        |
| Blancs et nuls           | Blancs et nuls    | Blancs et nuls | 100          | 3,93         | 72          | 2,69        |        |        |
| Exprimés                 | Exprimés          | Exprimés       | 2 445        | 96,07        | 2 602       | 97,31       |        |        |
| * Liste du maire sortant |                   |                |              |              |             |             |        |        |

### Montigny-lès-Metz
- Maire sortant : Jean-Luc Bohl (UDI)
- 35 sièges à pourvoir au conseil municipal (population légale 2011 : 22 358 habitants)
- 9 sièges à pourvoir au conseil communautaire (Eurométropole de Metz)

|                          | Jean-Luc Bohl * | UMP-UDI        | 4 758  | 58,15  | 29 | 8 |  |  |
|                          | Aymeric Perraud | FN             | 1 597  | 19,51  | 3  | 1 |  |  |
|                          | Pierre Bonati   | PS             | 1 284  | 15,69  | 2  |   |  |  |
|                          | Irma Vollmer    | FG             | 543    | 6,63   | 1  |   |  |  |
|                          |                 |                |        |        |    |   |  |  |
| Inscrits                 | Inscrits        | Inscrits       | 15 778 | 100,00 |    |   |  |  |
| Abstentions              | Abstentions     | Abstentions    | 7 370  | 46,71  |    |   |  |  |
| Votants                  | Votants         | Votants        | 8 408  | 53,29  |    |   |  |  |
| Blancs et nuls           | Blancs et nuls  | Blancs et nuls | 226    | 2,69   |    |   |  |  |
| Exprimés                 | Exprimés        | Exprimés       | 8 182  | 97,31  |    |   |  |  |
| * Liste du maire sortant |                 |                |        |        |    |   |  |  |

### Morhange
- Maire sortant : Jacques Idoux (DVD)
- 27 sièges à pourvoir au conseil municipal (population légale 2011 : 3 667 habitants)
- 12 sièges à pourvoir au conseil communautaire (CA Saint-Avold Synergie)

|                          | Jacques Idoux * | DVD            | 912   | 50,47  | 21 | 9 |  |  |
|                          | Claude Bitte    | DVD            | 895   | 49,52  | 6  | 3 |  |  |
|                          |                 |                |       |        |    |   |  |  |
| Inscrits                 | Inscrits        | Inscrits       | 2 433 | 100,00 |    |   |  |  |
| Abstentions              | Abstentions     | Abstentions    | 569   | 23,39  |    |   |  |  |
| Votants                  | Votants         | Votants        | 1 864 | 76,61  |    |   |  |  |
| Blancs et nuls           | Blancs et nuls  | Blancs et nuls | 57    | 3,06   |    |   |  |  |
| Exprimés                 | Exprimés        | Exprimés       | 1 807 | 96,94  |    |   |  |  |
| * Liste du maire sortant |                 |                |       |        |    |   |  |  |

### Moulins-lès-Metz
- Maire sortant : Jean-Claude Théobald (DVD)
- 29 sièges à pourvoir au conseil municipal (population légale 2011 : 5 105 habitants)
- 2 sièges à pourvoir au conseil communautaire (Eurométropole de Metz)

|                | Jean Bauchez   | SE             | 1 373 | 66,94  | 25 | 2 |  |  |
|                | Bernard Klein  | DVD            | 678   | 33,05  | 4  |   |  |  |
|                |                |                |       |        |    |   |  |  |
| Inscrits       | Inscrits       | Inscrits       | 3 742 | 100,00 |    |   |  |  |
| Abstentions    | Abstentions    | Abstentions    | 1 577 | 42,14  |    |   |  |  |
| Votants        | Votants        | Votants        | 2 165 | 57,86  |    |   |  |  |
| Blancs et nuls | Blancs et nuls | Blancs et nuls | 114   | 5,27   |    |   |  |  |
| Exprimés       | Exprimés       | Exprimés       | 2 051 | 94,73  |    |   |  |  |

### Moyeuvre-Grande
- Maire sortant : René Drouin (PS)
- 29 sièges à pourvoir au conseil municipal (population légale 2011 : 7 969 habitants)
- 7 sièges à pourvoir au conseil communautaire (CC du Pays Orne-Moselle)

|                          | René Drouin *  | PS-PCF-EELV    | 1 552 | 100,00 | 29 | 7 |  |  |
|                          |                |                |       |        |    |   |  |  |
| Inscrits                 | Inscrits       | Inscrits       | 5 893 | 100,00 |    |   |  |  |
| Abstentions              | Abstentions    | Abstentions    | 3 561 | 60,43  |    |   |  |  |
| Votants                  | Votants        | Votants        | 2 332 | 39,57  |    |   |  |  |
| Blancs et nuls           | Blancs et nuls | Blancs et nuls | 780   | 33,45  |    |   |  |  |
| Exprimés                 | Exprimés       | Exprimés       | 1 552 | 66,55  |    |   |  |  |
| * Liste du maire sortant |                |                |       |        |    |   |  |  |

### Nilvange
- Maire sortant : René Gori (PS)
- 27 sièges à pourvoir au conseil municipal (population légale 2011 : 4 913 habitants)
- 5 sièges à pourvoir au conseil communautaire (CA du Val de Fensch)

| Tête de liste            | Tête de liste     | Liste          | Premier tour | Premier tour | Second tour | Second tour | Sièges | Sièges |
| Tête de liste            | Tête de liste     | Liste          | Voix         | %            | Voix        | %           | CM     | CC     |
| ------------------------ | ----------------- | -------------- | ------------ | ------------ | ----------- | ----------- | ------ | ------ |
|                          | René Gori *       | PS             | 822          | 41,41        | 899         | 40,95       | 6      | 1      |
|                          | Moreno Brizzi     | DVG            | 793          | 39,94        | 1 042       | 47,47       | 20     | 4      |
|                          | Jean-Luc Mazzilli | DVG            | 370          | 18,63        | 254         | 11,57       | 1      |        |
|                          |                   |                |              |              |             |             |        |        |
| Inscrits                 | Inscrits          | Inscrits       | 3 949        | 100,00       | 3 950       | 100,00      |        |        |
| Abstentions              | Abstentions       | Abstentions    | 1 892        | 47,91        | 1 713       | 43,37       |        |        |
| Votants                  | Votants           | Votants        | 2 057        | 52,09        | 2 237       | 56,63       |        |        |
| Blancs et nuls           | Blancs et nuls    | Blancs et nuls | 72           | 3,50         | 42          | 1,88        |        |        |
| Exprimés                 | Exprimés          | Exprimés       | 1 985        | 96,50        | 2 195       | 98,12       |        |        |
| * Liste du maire sortant |                   |                |              |              |             |             |        |        |

### Petite-Rosselle
- Maire sortant : Gérard Mittelberger (DVG)
- 29 sièges à pourvoir au conseil municipal (population légale 2011 : 6 567 habitants)
- 4 sièges à pourvoir au conseil communautaire (CA de Forbach Porte de France)

|                          | Gérard Mittelberger * | DVG            | 1 527 | 100,00 | 29 | 4 |  |  |
|                          |                       |                |       |        |    |   |  |  |
| Inscrits                 | Inscrits              | Inscrits       | 4 564 | 100,00 |    |   |  |  |
| Abstentions              | Abstentions           | Abstentions    | 2 730 | 59,82  |    |   |  |  |
| Votants                  | Votants               | Votants        | 1 834 | 40,18  |    |   |  |  |
| Blancs et nuls           | Blancs et nuls        | Blancs et nuls | 307   | 16,74  |    |   |  |  |
| Exprimés                 | Exprimés              | Exprimés       | 1 527 | 83,26  |    |   |  |  |
| * Liste du maire sortant |                       |                |       |        |    |   |  |  |

### Phalsbourg
- Maire sortant : Dany Kocher (DVG)
- 27 sièges à pourvoir au conseil municipal (population légale 2011 : 4 828 habitants)
- 10 sièges à pourvoir au conseil communautaire (CC du Pays de Phalsbourg)

|                          | Dany Kocher *         | UDI            | 1 166 | 55,97  | 21 | 8 |  |  |
|                          | Sandra Parisot-bruley | SE             | 917   | 44,02  | 6  | 2 |  |  |
|                          |                       |                |       |        |    |   |  |  |
| Inscrits                 | Inscrits              | Inscrits       | 3 284 | 100,00 |    |   |  |  |
| Abstentions              | Abstentions           | Abstentions    | 1 141 | 34,74  |    |   |  |  |
| Votants                  | Votants               | Votants        | 2 143 | 65,26  |    |   |  |  |
| Blancs et nuls           | Blancs et nuls        | Blancs et nuls | 60    | 2,80   |    |   |  |  |
| Exprimés                 | Exprimés              | Exprimés       | 2 083 | 97,20  |    |   |  |  |
| * Liste du maire sortant |                       |                |       |        |    |   |  |  |

### Puttelange-aux-Lacs
- Maire sortant : Claude Decker (SE)
- 23 sièges à pourvoir au conseil municipal (population légale 2011 : 3 129 habitants)
- 6 sièges à pourvoir au conseil communautaire (CA Sarreguemines Confluences)

| Tête de liste            | Tête de liste    | Liste          | Premier tour | Premier tour | Second tour | Second tour | Sièges | Sièges |
| Tête de liste            | Tête de liste    | Liste          | Voix         | %            | Voix        | %           | CM     | CC     |
| ------------------------ | ---------------- | -------------- | ------------ | ------------ | ----------- | ----------- | ------ | ------ |
|                          | Claude Decker *  | DVD            | 734          | 48,70        | 867         | 55,57       | 18     | 5      |
|                          | Jean Luc Neumann | SE             | 443          | 29,39        | 419         | 26,85       | 3      | 1      |
|                          | Bernard Ditsch   | DVG            | 330          | 21,89        | 274         | 17,56       | 2      |        |
|                          |                  |                |              |              |             |             |        |        |
| Inscrits                 | Inscrits         | Inscrits       | 2 180        | 100,00       | 2 180       | 100,00      |        |        |
| Abstentions              | Abstentions      | Abstentions    | 621          | 28,49        | 583         | 26,74       |        |        |
| Votants                  | Votants          | Votants        | 1 559        | 71,51        | 1 597       | 73,26       |        |        |
| Blancs et nuls           | Blancs et nuls   | Blancs et nuls | 52           | 3,34         | 37          | 2,32        |        |        |
| Exprimés                 | Exprimés         | Exprimés       | 1 507        | 96,66        | 1 560       | 97,68       |        |        |
| * Liste du maire sortant |                  |                |              |              |             |             |        |        |

### Rombas
- Maire sortant : Lionel Fournier (PS)
- 29 sièges à pourvoir au conseil municipal (population légale 2011 : 9 929 habitants)
- 8 sièges à pourvoir au conseil communautaire (CC du Pays Orne-Moselle)

|                          | Lionel Fournier * | PS             | 2 148 | 61,14  | 24 | 7 |  |  |
|                          | Gilles Meyer      | SE             | 694   | 19,75  | 3  | 1 |  |  |
|                          | Victor Villa      | DVD            | 671   | 19,10  | 2  |   |  |  |
|                          |                   |                |       |        |    |   |  |  |
| Inscrits                 | Inscrits          | Inscrits       | 6 885 | 100,00 |    |   |  |  |
| Abstentions              | Abstentions       | Abstentions    | 3 108 | 45,14  |    |   |  |  |
| Votants                  | Votants           | Votants        | 3 777 | 54,86  |    |   |  |  |
| Blancs et nuls           | Blancs et nuls    | Blancs et nuls | 264   | 6,99   |    |   |  |  |
| Exprimés                 | Exprimés          | Exprimés       | 3 513 | 93,01  |    |   |  |  |
| * Liste du maire sortant |                   |                |       |        |    |   |  |  |

### Saint-Avold
- Maire sortant : André Wojciechowski (UDI)
- 33 sièges à pourvoir au conseil municipal (population légale 2011 : 16 278 habitants)
- 13 sièges à pourvoir au conseil communautaire (CA Saint-Avold Synergie)

|                          | André Wojciechowski *  | UDI            | 3 987  | 53,71  | 26 | 11 |  |  |
|                          | Michèle Tironi Joubert | DVG            | 1 776  | 23,92  | 4  | 1  |  |  |
|                          | Nathalie Pigeot        | FN             | 1 660  | 22,36  | 3  | 1  |  |  |
|                          |                        |                |        |        |    |    |  |  |
| Inscrits                 | Inscrits               | Inscrits       | 12 178 | 100,00 |    |    |  |  |
| Abstentions              | Abstentions            | Abstentions    | 4 481  | 36,80  |    |    |  |  |
| Votants                  | Votants                | Votants        | 7 697  | 63,20  |    |    |  |  |
| Blancs et nuls           | Blancs et nuls         | Blancs et nuls | 274    | 3,56   |    |    |  |  |
| Exprimés                 | Exprimés               | Exprimés       | 7 423  | 96,44  |    |    |  |  |
| * Liste du maire sortant |                        |                |        |        |    |    |  |  |

### Sainte-Marie-aux-Chênes
- Maire sortant : Marcel Klammers (PS)
- 27 sièges à pourvoir au conseil municipal (population légale 2011 : 3 894 habitants)
- 4 sièges à pourvoir au conseil communautaire (CC du Pays Orne-Moselle)

|                | Roger Watrin    | DVG            | 1 001 | 58,16  | 22 | 3 |  |  |
|                | René Kosciuszko | SE             | 720   | 41,83  | 5  | 1 |  |  |
|                |                 |                |       |        |    |   |  |  |
| Inscrits       | Inscrits        | Inscrits       | 2 860 | 100,00 |    |   |  |  |
| Abstentions    | Abstentions     | Abstentions    | 1 048 | 36,64  |    |   |  |  |
| Votants        | Votants         | Votants        | 1 812 | 63,36  |    |   |  |  |
| Blancs et nuls | Blancs et nuls  | Blancs et nuls | 91    | 5,02   |    |   |  |  |
| Exprimés       | Exprimés        | Exprimés       | 1 721 | 94,98  |    |   |  |  |

### Sarralbe
- Maire sortant : Pierre-Jean Didiot (DVD)
- 27 sièges à pourvoir au conseil municipal (population légale 2011 : 4 547 habitants)
- 10 sièges à pourvoir au conseil communautaire (CA Sarreguemines Confluences)

|                          | Pierre-Jean Didiot * | DVG            | 1 532 | 72,98  | 24 | 9 |  |  |
|                          | Adrien Flory         | DVD            | 567   | 27,01  | 3  | 1 |  |  |
|                          |                      |                |       |        |    |   |  |  |
| Inscrits                 | Inscrits             | Inscrits       | 3 114 | 100,00 |    |   |  |  |
| Abstentions              | Abstentions          | Abstentions    | 903   | 29,00  |    |   |  |  |
| Votants                  | Votants              | Votants        | 2 211 | 71,00  |    |   |  |  |
| Blancs et nuls           | Blancs et nuls       | Blancs et nuls | 112   | 5,07   |    |   |  |  |
| Exprimés                 | Exprimés             | Exprimés       | 2 099 | 94,93  |    |   |  |  |
| * Liste du maire sortant |                      |                |       |        |    |   |  |  |

### Sarrebourg
- Maire sortant : Alain Marty (UMP)
- 33 sièges à pourvoir au conseil municipal (population légale 2011 : 12 398 habitants)
- 13 sièges à pourvoir au conseil communautaire (CC de Sarrebourg - Moselle Sud)

| Tête de liste            | Tête de liste    | Liste          | Premier tour | Premier tour | Second tour | Second tour | Sièges | Sièges |
| Tête de liste            | Tête de liste    | Liste          | Voix         | %            | Voix        | %           | CM     | CC     |
| ------------------------ | ---------------- | -------------- | ------------ | ------------ | ----------- | ----------- | ------ | ------ |
|                          | Alain Marty *    | UMP            | 2 315        | 48,49        | 2 412       | 51,35       | 25     | 11     |
|                          | Jean-Yves Schaff | DVG            | 1 694        | 35,48        | 1 716       | 36,53       | 6      | 2      |
|                          | Dominique Bilde  | FN             | 765          | 16,02        | 569         | 12,11       | 2      |        |
|                          |                  |                |              |              |             |             |        |        |
| Inscrits                 | Inscrits         | Inscrits       | 7 965        | 100,00       | 7 866       | 100,00      |        |        |
| Abstentions              | Abstentions      | Abstentions    | 3 041        | 38,18        | 3 045       | 38,71       |        |        |
| Votants                  | Votants          | Votants        | 4 924        | 61,82        | 4 821       | 61,29       |        |        |
| Blancs et nuls           | Blancs et nuls   | Blancs et nuls | 150          | 3,05         | 124         | 2,57        |        |        |
| Exprimés                 | Exprimés         | Exprimés       | 4 774        | 96,95        | 4 697       | 97,43       |        |        |
| * Liste du maire sortant |                  |                |              |              |             |             |        |        |

### Sarreguemines
- Maire sortant : Céleste Lett (UMP)
- 35 sièges à pourvoir au conseil municipal (population légale 2011 : 21 604 habitants)
- 27 sièges à pourvoir au conseil communautaire (CA Sarreguemines Confluences)

|                          | Céleste Lett *         | DVD            | 4 115  | 53,89  | 28 | 22 |  |  |
|                          | Éric Bauer             | FN             | 1 548  | 20,27  | 3  | 3  |  |  |
|                          | Jean-Philippe Schwartz | PS-PCF-EELV    | 890    | 11,65  | 2  | 1  |  |  |
|                          | Michel Uhring          | DVG            | 781    | 10,22  | 2  | 1  |  |  |
|                          | Patrick Roumeas        | POI            | 301    | 3,94   |    |    |  |  |
|                          |                        |                |        |        |    |    |  |  |
| Inscrits                 | Inscrits               | Inscrits       | 15 356 | 100,00 |    |    |  |  |
| Abstentions              | Abstentions            | Abstentions    | 7 476  | 48,68  |    |    |  |  |
| Votants                  | Votants                | Votants        | 7 880  | 51,32  |    |    |  |  |
| Blancs et nuls           | Blancs et nuls         | Blancs et nuls | 245    | 3,11   |    |    |  |  |
| Exprimés                 | Exprimés               | Exprimés       | 7 635  | 96,89  |    |    |  |  |
| * Liste du maire sortant |                        |                |        |        |    |    |  |  |

### Serémange-Erzange
- Maire sortant : Michèle Wax (PS)
- 27 sièges à pourvoir au conseil municipal (population légale 2011 : 4 203 habitants)
- 4 sièges à pourvoir au conseil communautaire (CA du Val de Fensch)

| Tête de liste  | Tête de liste     | Liste          | Premier tour | Premier tour | Second tour | Second tour | Sièges | Sièges |
| Tête de liste  | Tête de liste     | Liste          | Voix         | %            | Voix        | %           | CM     | CC     |
| -------------- | ----------------- | -------------- | ------------ | ------------ | ----------- | ----------- | ------ | ------ |
|                | Serge Jurczak     | PCF            | 802          | 40,75        | 1 011       | 50,29       | 21     | 3      |
|                | Emmanuel Lucchesi | SE             | 622          | 31,60        | 622         | 30,94       | 4      | 1      |
|                | Michelle Wax      | DVG            | 544          | 27,64        | 377         | 18,75       | 2      |        |
|                |                   |                |              |              |             |             |        |        |
| Inscrits       | Inscrits          | Inscrits       | 3 404        | 100,00       | 3 406       | 100,00      |        |        |
| Abstentions    | Abstentions       | Abstentions    | 1 380        | 40,54        | 1 370       | 40,22       |        |        |
| Votants        | Votants           | Votants        | 2 024        | 59,46        | 2 036       | 59,78       |        |        |
| Blancs et nuls | Blancs et nuls    | Blancs et nuls | 56           | 2,77         | 26          | 1,28        |        |        |
| Exprimés       | Exprimés          | Exprimés       | 1 968        | 97,23        | 2 010       | 98,72       |        |        |

### Spicheren
- Maire sortant : Jean Jung (SE)
- 23 sièges à pourvoir au conseil municipal (population légale 2011 : 3 207 habitants)
- 2 sièges à pourvoir au conseil communautaire (CA de Forbach Porte de France)

|                          | Jean-Charles Giovanelli | DVD            | 769   | 51,78  | 18 | 2 |  |  |
|                          | Jean Jung *             | DVD            | 716   | 48,21  | 5  |   |  |  |
|                          |                         |                |       |        |    |   |  |  |
| Inscrits                 | Inscrits                | Inscrits       | 2 134 | 100,00 |    |   |  |  |
| Abstentions              | Abstentions             | Abstentions    | 597   | 27,98  |    |   |  |  |
| Votants                  | Votants                 | Votants        | 1 537 | 72,02  |    |   |  |  |
| Blancs et nuls           | Blancs et nuls          | Blancs et nuls | 52    | 3,38   |    |   |  |  |
| Exprimés                 | Exprimés                | Exprimés       | 1 485 | 96,62  |    |   |  |  |
| * Liste du maire sortant |                         |                |       |        |    |   |  |  |

### Stiring-Wendel
- Maire sortant : Jean-Claude Holtz (DVD)
- 33 sièges à pourvoir au conseil municipal (population légale 2011 : 12 438 habitants)
- 8 sièges à pourvoir au conseil communautaire (CA de Forbach Porte de France)

|                          | Jean-Claude Holtz * | DVD            | 2 863 | 63,59  | 27 | 7 |  |  |
|                          | Norbert Wengeler    | DVG            | 1 639 | 36,40  | 6  | 1 |  |  |
|                          |                     |                |       |        |    |   |  |  |
| Inscrits                 | Inscrits            | Inscrits       | 8 107 | 100,00 |    |   |  |  |
| Abstentions              | Abstentions         | Abstentions    | 3 466 | 42,75  |    |   |  |  |
| Votants                  | Votants             | Votants        | 4 641 | 57,25  |    |   |  |  |
| Blancs et nuls           | Blancs et nuls      | Blancs et nuls | 139   | 3,00   |    |   |  |  |
| Exprimés                 | Exprimés            | Exprimés       | 4 502 | 97,00  |    |   |  |  |
| * Liste du maire sortant |                     |                |       |        |    |   |  |  |

### Talange
- Maire sortant : Patrick Abate (PCF)
- 29 sièges à pourvoir au conseil municipal (population légale 2011 : 7 508 habitants)
- 7 sièges à pourvoir au conseil communautaire (CC Rives de Moselle)

|                          | Patrick Abate * | PS-PCF-EELV    | 1 946 | 100,00 | 29 | 7 |  |  |
|                          |                 |                |       |        |    |   |  |  |
| Inscrits                 | Inscrits        | Inscrits       | 5 951 | 100,00 |    |   |  |  |
| Abstentions              | Abstentions     | Abstentions    | 3 595 | 60,41  |    |   |  |  |
| Votants                  | Votants         | Votants        | 2 356 | 39,59  |    |   |  |  |
| Blancs et nuls           | Blancs et nuls  | Blancs et nuls | 410   | 17,40  |    |   |  |  |
| Exprimés                 | Exprimés        | Exprimés       | 1 946 | 82,60  |    |   |  |  |
| * Liste du maire sortant |                 |                |       |        |    |   |  |  |

### Terville
- Maire sortant : Patrick Luxembourger (UDI)
- 29 sièges à pourvoir au conseil municipal (population légale 2011 : 6 493 habitants)
- 4 sièges à pourvoir au conseil communautaire (CA Portes de France-Thionville)

|                          | Patrick Luxembourger * | DVD            | 1 856 | 68,33  | 25 | 4 |  |  |
|                          | Jean-Michel Delon      | DVG            | 860   | 31,66  | 4  |   |  |  |
|                          |                        |                |       |        |    |   |  |  |
| Inscrits                 | Inscrits               | Inscrits       | 5 131 | 100,00 |    |   |  |  |
| Abstentions              | Abstentions            | Abstentions    | 2 318 | 45,18  |    |   |  |  |
| Votants                  | Votants                | Votants        | 2 813 | 54,82  |    |   |  |  |
| Blancs et nuls           | Blancs et nuls         | Blancs et nuls | 97    | 3,45   |    |   |  |  |
| Exprimés                 | Exprimés               | Exprimés       | 2 716 | 96,55  |    |   |  |  |
| * Liste du maire sortant |                        |                |       |        |    |   |  |  |

### Thionville
- Maire sortant : Bertrand Mertz (PS)
- 43 sièges à pourvoir au conseil municipal (population légale 2011 : 40 951 habitants)
- 23 sièges à pourvoir au conseil communautaire (CA Portes de France-Thionville)

| Tête de liste            | Tête de liste    | Liste          | Premier tour | Premier tour | Second tour | Second tour | Sièges | Sièges |
| Tête de liste            | Tête de liste    | Liste          | Voix         | %            | Voix        | %           | CM     | CC     |
| ------------------------ | ---------------- | -------------- | ------------ | ------------ | ----------- | ----------- | ------ | ------ |
|                          | Anne Grommerch   | UMP            | 6 438        | 42,40        | 7 548       | 45,96       | 32     | 17     |
|                          | Bertrand Mertz * | PS-PCF-EELV    | 6 194        | 40,80        | 7 471       | 45,49       | 10     | 5      |
|                          | Hervé Hoff       | FN             | 2 131        | 14,03        | 1 402       | 8,53        | 1      | 1      |
|                          | Guy Maurhofer    | LO             | 418          | 2,75         |             |             |        |        |
|                          |                  |                |              |              |             |             |        |        |
| Inscrits                 | Inscrits         | Inscrits       | 26 221       | 100,00       | 26 221      | 100,00      |        |        |
| Abstentions              | Abstentions      | Abstentions    | 10 651       | 40,62        | 9 465       | 36,10       |        |        |
| Votants                  | Votants          | Votants        | 15 570       | 59,38        | 16 756      | 63,90       |        |        |
| Blancs et nuls           | Blancs et nuls   | Blancs et nuls | 389          | 2,50         | 335         | 2,00        |        |        |
| Exprimés                 | Exprimés         | Exprimés       | 15 181       | 97,50        | 16 421      | 98,00       |        |        |
| * Liste du maire sortant |                  |                |              |              |             |             |        |        |

Le 17 avril 2015, l'élection est annulée par décision du Conseil d'État après une infraction constatée durant la campagne électorale. Le 12 octobre 2017, après le décès d'Anne Grommerch, deux de ses proches seront condamnés pour fraude électorale fondée sur des fausses procurations à l'élection de 2014. Une élection municipale partielle est organisée :
| Tête de liste  | Tête de liste     | Liste          | Premier tour | Premier tour | Second tour | Second tour | Sièges | Sièges |
| Tête de liste  | Tête de liste     | Liste          | Voix         | %            | Voix        | %           | CM     | CC     |
| -------------- | ----------------- | -------------- | ------------ | ------------ | ----------- | ----------- | ------ | ------ |
|                | Anne Grommerch    | UMP            | 6 054        | 46,77        | 7 069       | 53,74       | 33     | 18     |
|                | Bertrand Mertz    | PS-PCF-EELV    | 5 303        | 40,97        | 6 085       | 46,26       | 11     | 5      |
|                | Hervé Hoff        | FN             | 1 128        | 8,71         |             |             |        |        |
|                | Bertrand Tomasini | FG             | 302          | 2,33         |             |             |        |        |
|                | Guy Maurhofer     | LO             | 157          | 1,21         |             |             |        |        |
|                |                   |                |              |              |             |             |        |        |
| Inscrits       | Inscrits          | Inscrits       | 26 294       | 100,00       | 26 294      | 100,00      |        |        |
| Abstentions    | Abstentions       | Abstentions    | 13 143       | 49,98        | 12 776      | 48,59       |        |        |
| Votants        | Votants           | Votants        | 13 151       | 50,02        | 13 518      | 51,41       |        |        |
| Blancs et nuls | Blancs et nuls    | Blancs et nuls | 207          | 1,57         | 364         | 2,69        |        |        |
| Exprimés       | Exprimés          | Exprimés       | 12 944       | 98,43        | 13 144      | 97,31       |        |        |

### Uckange
- Maire sortant : Gérard Léonardi (PS)
- 29 sièges à pourvoir au conseil municipal (population légale 2011 : 6 688 habitants)
- 6 sièges à pourvoir au conseil communautaire (CA du Val de Fensch)

|                          | Gérard Léonardi * | DVG            | 1 099 | 50,50  | 22 | 5 |  |  |
|                          | Rachid Chebbah    | DVD            | 618   | 28,40  | 4  | 1 |  |  |
|                          | Fabrice Garau     | UDI            | 459   | 21,09  | 3  |   |  |  |
|                          |                   |                |       |        |    |   |  |  |
| Inscrits                 | Inscrits          | Inscrits       | 4 007 | 100,00 |    |   |  |  |
| Abstentions              | Abstentions       | Abstentions    | 1 756 | 43,82  |    |   |  |  |
| Votants                  | Votants           | Votants        | 2 251 | 56,18  |    |   |  |  |
| Blancs et nuls           | Blancs et nuls    | Blancs et nuls | 75    | 3,33   |    |   |  |  |
| Exprimés                 | Exprimés          | Exprimés       | 2 176 | 96,67  |    |   |  |  |
| * Liste du maire sortant |                   |                |       |        |    |   |  |  |

### Valmont
- Maire sortant : Dominique Steichen
- 23 sièges à pourvoir au conseil municipal (population légale 2011 : 3 308 habitants)
- 4 sièges à pourvoir au conseil communautaire (CA Saint-Avold Synergie)

|                          | Dominique Steichen * | DVD            | 1 071 | 100,00 | 23 | 4 |  |  |
|                          |                      |                |       |        |    |   |  |  |
| Inscrits                 | Inscrits             | Inscrits       | 2 325 | 100,00 |    |   |  |  |
| Abstentions              | Abstentions          | Abstentions    | 1 048 | 45,08  |    |   |  |  |
| Votants                  | Votants              | Votants        | 1 277 | 54,92  |    |   |  |  |
| Blancs et nuls           | Blancs et nuls       | Blancs et nuls | 206   | 16,13  |    |   |  |  |
| Exprimés                 | Exprimés             | Exprimés       | 1 071 | 83,87  |    |   |  |  |
| * Liste du maire sortant |                      |                |       |        |    |   |  |  |

### Woippy
- Maire sortant : François Grosdidier (UMP)
- 33 sièges à pourvoir au conseil municipal (population légale 2011 : 13 079 habitants)
- 5 sièges à pourvoir au conseil communautaire (Eurométropole de Metz)

|                          | François Grosdidier * | UMP-UDI        | 2 428 | 57,89  | 27 | 5 |  |  |
|                          | Jacques Clement       | DVG            | 839   | 20,00  | 3  |   |  |  |
|                          | Laurence Burg         | DVD            | 594   | 14,16  | 2  |   |  |  |
|                          | Louisa Benzaid        | DVG            | 333   | 7,93   | 1  |   |  |  |
|                          |                       |                |       |        |    |   |  |  |
| Inscrits                 | Inscrits              | Inscrits       | 8 141 | 100,00 |    |   |  |  |
| Abstentions              | Abstentions           | Abstentions    | 3 764 | 46,24  |    |   |  |  |
| Votants                  | Votants               | Votants        | 4 377 | 53,76  |    |   |  |  |
| Blancs et nuls           | Blancs et nuls        | Blancs et nuls | 183   | 4,18   |    |   |  |  |
| Exprimés                 | Exprimés              | Exprimés       | 4 194 | 95,82  |    |   |  |  |
| * Liste du maire sortant |                       |                |       |        |    |   |  |  |

### Woustviller
- Maire sortant : Sonya Cristinelli-Fraiboeuf
- 23 sièges à pourvoir au conseil municipal (population légale 2011 : 3 260 habitants)
- 4 sièges à pourvoir au conseil communautaire (CA Sarreguemines Confluences)

|                          | Sonya Cristinelli-Fraiboeuf * | DVD            | 1 004 | 62,55  | 19 | 3 |  |  |
|                          | Alain Dann                    | DVD            | 601   | 37,44  | 4  | 1 |  |  |
|                          |                               |                |       |        |    |   |  |  |
| Inscrits                 | Inscrits                      | Inscrits       | 2 362 | 100,00 |    |   |  |  |
| Abstentions              | Abstentions                   | Abstentions    | 682   | 28,87  |    |   |  |  |
| Votants                  | Votants                       | Votants        | 1 680 | 71,13  |    |   |  |  |
| Blancs et nuls           | Blancs et nuls                | Blancs et nuls | 75    | 4,46   |    |   |  |  |
| Exprimés                 | Exprimés                      | Exprimés       | 1 605 | 95,54  |    |   |  |  |
| * Liste du maire sortant |                               |                |       |        |    |   |  |  |

### Yutz
- Maire sortant : Philippe Slendzak (DVD)
- 33 sièges à pourvoir au conseil municipal (population légale 2011 : 15 885 habitants)
- 10 sièges à pourvoir au conseil communautaire (CA Portes de France-Thionville)

|                          | Philippe Slendzak * | UDI            | 4 649  | 78,50  | 30 | 9 |  |  |
|                          | Pascal Landragin    | DVG            | 1 273  | 21,49  | 3  | 1 |  |  |
|                          |                     |                |        |        |    |   |  |  |
| Inscrits                 | Inscrits            | Inscrits       | 12 935 | 100,00 |    |   |  |  |
| Abstentions              | Abstentions         | Abstentions    | 6 679  | 51,64  |    |   |  |  |
| Votants                  | Votants             | Votants        | 6 256  | 48,36  |    |   |  |  |
| Blancs et nuls           | Blancs et nuls      | Blancs et nuls | 334    | 5,34   |    |   |  |  |
| Exprimés                 | Exprimés            | Exprimés       | 5 922  | 94,66  |    |   |  |  |
| * Liste du maire sortant |                     |                |        |        |    |   |  |  |